# Braheparken
Braheparken är en park på Väster i Jönköping.
Braheparken lades ut i ett parkstråk från Hamnparken och söderut till Brunnsgatan utmed Kyrkogatan i samband med att staten överlämnade tidigare områden för Jönköpings slotts befästningar till Jönköpings stad på 1870-talet. Den ligger mellan Kyrkogatan, Skolgatan, Residensgatan och Per Brahegymnasiets norra flygel.
Braheparken, tidigare kallad Skolparken, började anläggas 1871 med Fredrik Wilhelm Scholander som arkitekt. I den tidiga planeringen av Jönköpings slotts nedraserade fästningsområde var nuvarande Braheparken en del av ett större parkstråk, som omfattade Hamnparken och Rådhusparken norrut samt marken närmast söder om Braheparken fram till dåvarande Västra folkskolan. Parkstråket minskades sedermera genom uppförande av det nya Jönköpings högre allmänna läroverk 1913.
Vid parken, tvärs över Residensgatan, uppfördes 1882 Jönköpings högre allmänna läroverks gymnastikhus och 1884–1886 det nya Länsresidenset, båda ritade av Johan Fredrik Åbom.
Träden i parken är huvudsakligen alm och lind. I parken står Thorwald Alefs bronsskulptur Flickorna i Småland från 1951.

## Bildgalleri

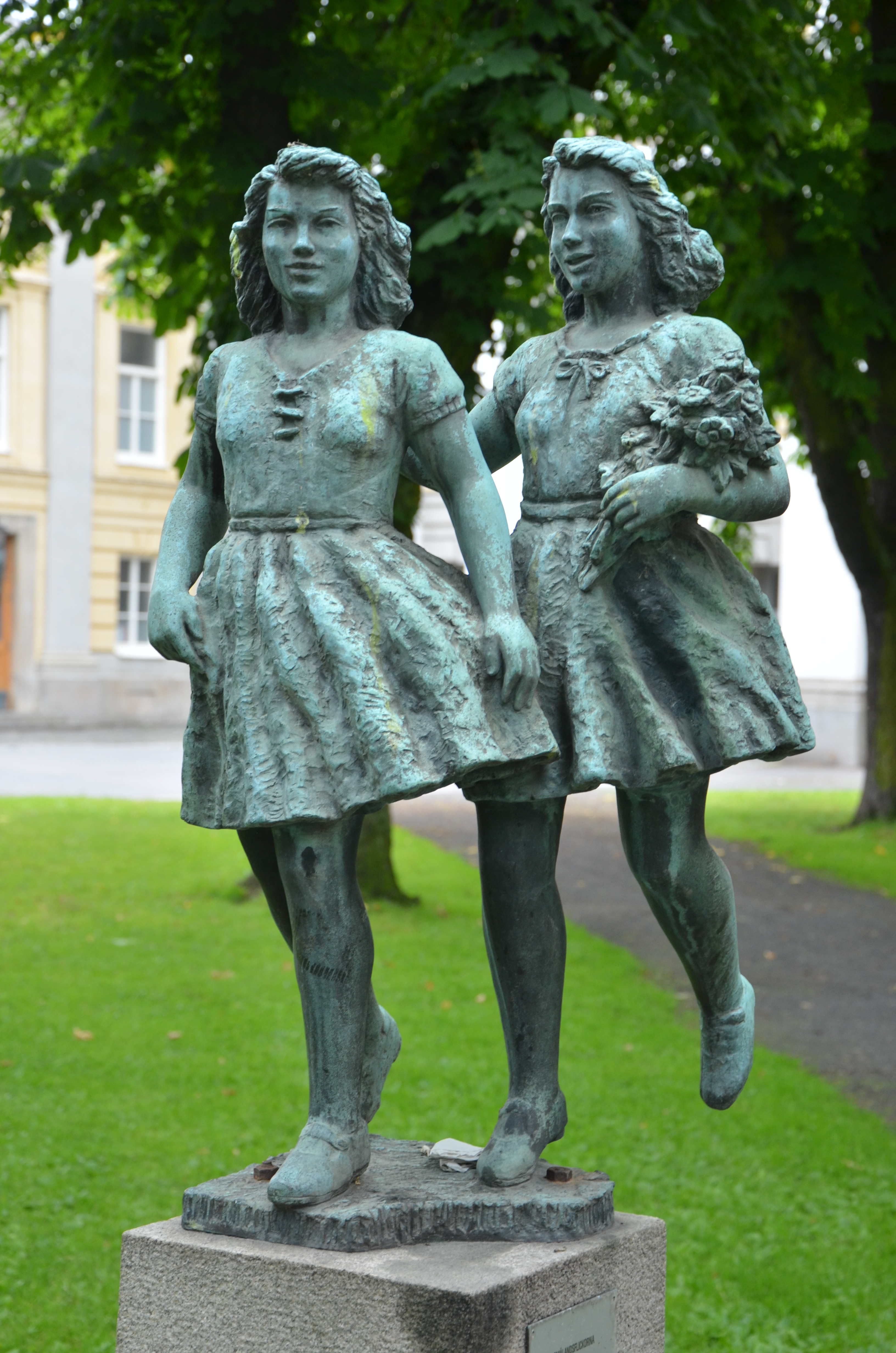
Flickorna i Småland av Thorwald Alef